# Арбрюк
Арбрюк (нем. Ahrbrück) — община в Германии, в земле Рейнланд-Пфальц. 
Входит в состав района Арвайлер. Подчиняется управлению Альтенар.  Население составляет 1229 человек (на 31 декабря 2010 года). Занимает площадь 12,57 км².
Коммуна подразделяется на 3 сельских округа.